# Tata Steel-toernooi 2013
Het Tata Steel-toernooi van 2013 vond plaats van 11 t/m 27 januari in het Nederlandse Wijk aan Zee. Het is een jaarlijks schaaktoernooi, vernoemd naar de hoofdsponsor Tata Steel, dat Corus heeft overgenomen. In het verleden stond het bekend als het Hoogovenstoernooi. Deze editie was voor Magnus Carlsen, de aanvoerder van de wereldranglijst, de tiende keer op rij dat hij deelnam aan het toernooi. Carlsen won de A-groep met 10 punten uit 13 wedstrijden, een evenaring van het toernooirecord van Garri Kasparov.

## Eindstand Groep A
| Nr.    | Speler              | Rating | Punten | SB  | 1 | 2 | 3 | 4 | 5 | 6 | 7 | 8 | 9 | 10 | 11 | 12 | 13 | 14 |
| ------ | ------------------- | ------ | ------ | --- | - | - | - | - | - | - | - | - | - | -- | -- | -- | -- | -- |
| Goud   | Magnus Carlsen      | 2861   | 10     | 60½ | * | ½ | ½ | 1 | ½ | 1 | 1 | ½ | ½ | 1  | 1  | ½  | 1  | 1  |
| Zilver | Levon Aronian       | 2802   | 8½     | 51¾ | ½ | * | 0 | ½ | 1 | 1 | ½ | ½ | 1 | ½  | 1  | ½  | ½  | 1  |
| Brons  | Viswanathan Anand   | 2772   | 8      | 50¼ | ½ | 1 | * | ½ | ½ | ½ | ½ | ½ | 0 | 1  | ½  | 1  | 1  | ½  |
| Brons  | Sergey Karjakin     | 2780   | 8      | 46¾ | 0 | ½ | ½ | * | ½ | ½ | ½ | ½ | 1 | 1  | 1  | ½  | ½  | 1  |
| 5      | Péter Lékó          | 2735   | 7½     | 44½ | ½ | 0 | ½ | ½ | * | ½ | ½ | ½ | ½ | 1  | ½  | 1  | ½  | 1  |
| 6      | Hikaru Nakamura     | 2769   | 7      | 41  | 0 | 0 | ½ | ½ | ½ | * | ½ | ½ | 1 | ½  | 1  | 1  | ½  | ½  |
| 7      | Pentala Harikrishna | 2698   | 6½     | 40½ | 0 | ½ | ½ | ½ | ½ | ½ | * | 1 | ½ | 1  | 0  | ½  | ½  | ½  |
| 8      | Anish Giri          | 2726   | 6      | 39  | ½ | ½ | ½ | ½ | ½ | ½ | 0 | * | ½ | ½  | 0  | 1  | ½  | ½  |
| 9      | Wang Hao            | 2752   | 6      | 36½ | ½ | 0 | 1 | 0 | ½ | 0 | ½ | ½ | * | 0  | 1  | ½  | 1  | ½  |
| 10     | Loek van Wely       | 2679   | 6      | 31½ | 0 | ½ | 0 | 0 | 0 | ½ | 0 | ½ | 1 | *  | ½  | 1  | 1  | 1  |
| 11     | Yifan Hou           | 2603   | 5½     | 30¾ | 0 | 0 | ½ | 0 | ½ | 0 | 1 | 1 | 0 | ½  | *  | ½  | ½  | 1  |
| 12     | Fabiano Caruana     | 2781   | 5      | 29¼ | ½ | ½ | 0 | ½ | 0 | 0 | ½ | 0 | ½ | 0  | ½  | *  | 1  | 1  |
| 13     | Erwin L'Ami         | 2627   | 4      | 26  | 0 | ½ | 0 | ½ | ½ | ½ | ½ | ½ | 0 | 0  | ½  | 0  | *  | ½  |
| 14     | Ivan Sokolov        | 2667   | 3      | 18¾ | 0 | 0 | ½ | 0 | 0 | ½ | ½ | ½ | ½ | 0  | 0  | 0  | ½  | *  |

## Eindstand Groep B
De Duitser Arkadij Naiditsch en de Hongaar Richárd Rapport haalden beiden 9 punten 13 wedstrijden. Naiditsch won het onderlinge duel en krijgt een uitnodiging voor Groep A in 2014.

## Eindstand Groep C
De Italiaan Sabino Brunello won negen wedstrijden en speelde vier keer remise en won groep C met 11 punten uit 13 wedstrijden.